# Сефіабад (Шагсаван-Канді)
Сефіабад (перс. صفي اباد) — село в Ірані, у дегестані Шагсаван-Канді, в Центральному бахші, шагрестані Саве остану Марказі. За даними перепису 2006 року, його населення становило 45 осіб, що проживали у складі 20 сімей.

## Клімат
Середня річна температура становить 14,56°C, середня максимальна – 33,52°C, а середня мінімальна – -8,20°C. Середня річна кількість опадів – 263 мм.
| Клімат поселення                              | Клімат поселення | Клімат поселення | Клімат поселення | Клімат поселення | Клімат поселення | Клімат поселення | Клімат поселення | Клімат поселення | Клімат поселення | Клімат поселення | Клімат поселення | Клімат поселення | Клімат поселення |
| Показник                                      | Січ.             | Лют.             | Бер.             | Квіт.            | Трав.            | Черв.            | Лип.             | Серп.            | Вер.             | Жовт.            | Лист.            | Груд.            |                  |
| Середній максимум, °C                         | 9,39             | 11,58            | 16,92            | 23,49            | 28,10            | 32,72            | 33,52            | 32,20            | 28,05            | 22,78            | 16,40            | 9,78             |                  |
| Середня температура, °C                       | 0,61             | 2,80             | 8,12             | 14,70            | 19,31            | 23,93            | 27,26            | 25,96            | 21,81            | 16,55            | 10,14            | 3,52             |                  |
| Середній мінімум, °C                          | −8,2             | −6               | −0,65            | 5,91             | 10,52            | 15,16            | 21,01            | 19,70            | 15,54            | 10,30            | 3,90             | −2,72            |                  |
| Норма опадів, мм                              | 37               | 36               | 47               | 34               | 26               | 4                | 1                | 1                | 1                | 13               | 24               | 39               |                  |
| Середньомісячна швидкість вітру, м/с          | 1.40             | 2.10             | 3.07             | 3.14             | 2.86             | 2.73             | 3.03             | 2.72             | 2.36             | 2.30             | 1.92             | 1.44             |                  |
| Середньомісячна сонячна радіація, кДж/м²·день | 9004             | 11911            | 14326            | 18002            | 22047            | 26292            | 25880            | 23550            | 20110            | 14705            | 10750            | 8733             |                  |
| --------------------------------------------- | ---------------- | ---------------- | ---------------- | ---------------- | ---------------- | ---------------- | ---------------- | ---------------- | ---------------- | ---------------- | ---------------- | ---------------- | ---------------- |
| Джерело:                                      |                  |                  |                  |                  |                  |                  |                  |                  |                  |                  |                  |                  |                  |